# Institut des techniciens spécialisés en agriculture d'Errachidia
 (décembre 2017).
Si vous disposez d'ouvrages ou d'articles de référence ou si vous connaissez des sites web de qualité traitant du thème abordé ici, merci de compléter l'article en donnant les références utiles à sa vérifiabilité et en les liant à la section « Notes et références ».
L'Institut des techniciens spécialisés en agriculture d'Errachidia est un établissement public marocain sous la tutelle du ministère de l’Agriculture, de la Pêche maritime, du Développement rural et des Eaux et Forêts destiné à l'enseignement de l'agriculture. Il est situé dans la région du Drâa-Tafilalet au centre de la ville d'Errachidia au Maroc sur la route de Meknès.